# Yashima (1897)
El  Yashima (八島?) fue un acorazado pre-dreadnought de la clase Fuji construido para la Armada Imperial Japonesa en la década de 1890. Debido a que Japón carecía entonces de la capacidad industrial para construir tales buques, el Yashima y su buque gemelo Fuji fueron diseñados y construidos en Reino Unido. Como uno de los primeros acorazados que tuvo Japón, participó en los inicios de la guerra ruso-japonesa, un conflicto nacido de las aspiraciones imperialistas rusas y niponas sobre Manchuria y la península de Corea. Allí participó en la batalla de Port Arthur, dos días después del inicio de la guerra. 
Estuvo involucrado en algunas operaciones militares con posterioridad, hasta que en mayo de 1904 golpeó dos minas marinas puestas en las aguas de Port Arthur por los rusos. No se hundió inmediatamente tras la explosión, pero unas horas más tarde zozobró mientras era remolcado. Los japoneses ocultaron el hundimiento del Yashima durante más de un año para que los rusos no se aprovecharan de la pérdida y tomaran ventaja en la guerra.

## Descripción

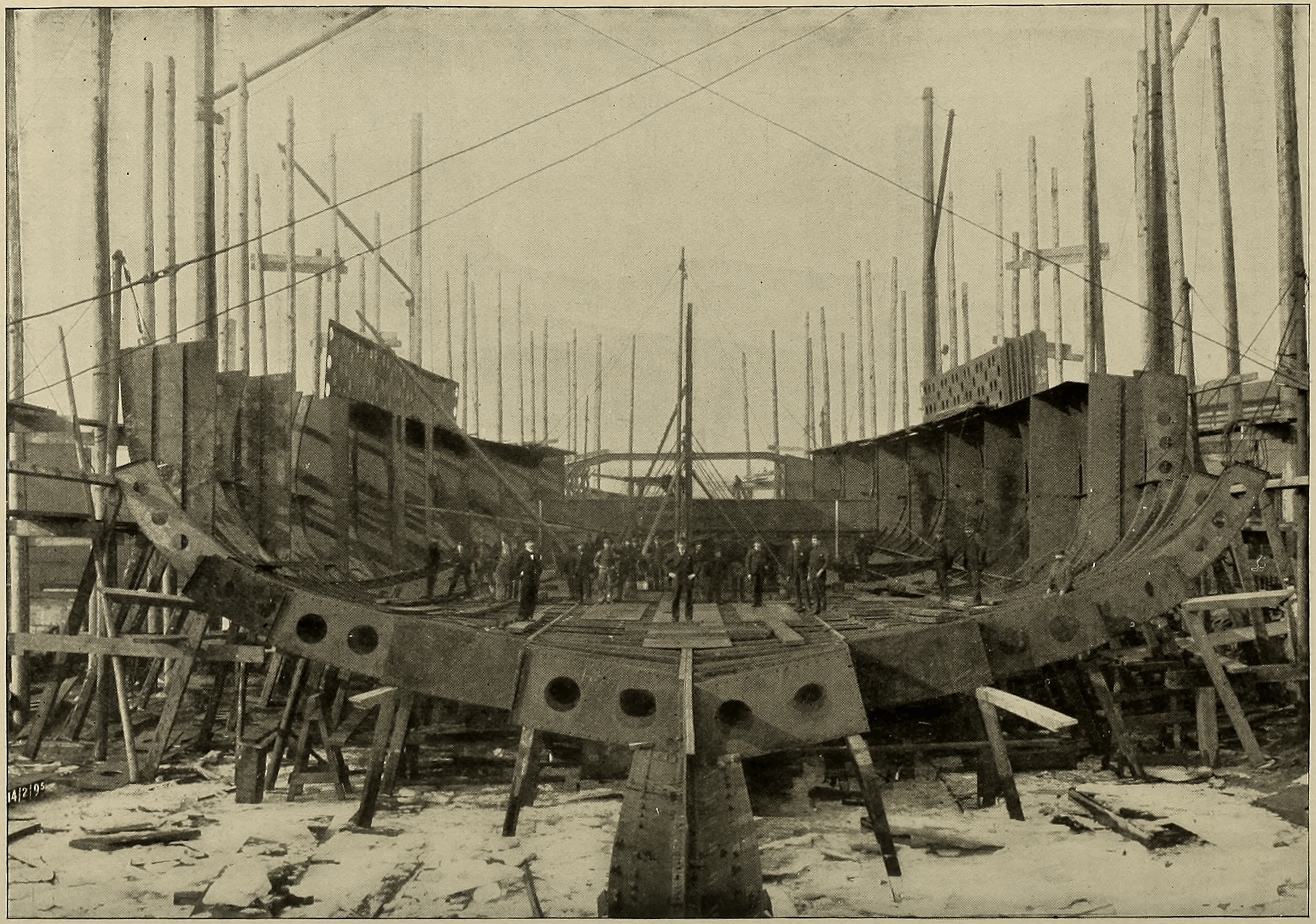
El casco del Yashima durante su construcción, unos dos meses después de la puesta en quilla

El Yashima —que en japonés significa ocho (o muchas) islas, un antiguo nombre de Japón— fue ordenado como parte del Programa Naval de 1894. La compañía Armstrong Whitworth puso la quilla del barco en grada el 6 de diciembre de 1894 en el astillero de Elswick, en el Reino Unido. Fue botado el 28 de diciembre de 1896 y completado el 17 de agosto de 1897, con un costo total de ¥10 500 000. El buque realizó sus pruebas de mar durante el mes siguiente y dejó Reino Unido el 15 de septiembre para llegar al puerto de Yokosuka el 30 de noviembre de 1897.
El Yashima tenía una eslora de 125,6 m y una manga de 22,4 m, con un calado a carga completa de 8 m. Su desplazamiento normal era de 12 230 toneladas largas y tenía una tripulación de 650 oficiales y hombres alistados. A diferencia de su buque gemelo fue equipado como buque insignia de un almirante. El buque se propulsaba con dos motores verticales de triple expansión que usaban el vapor generado por diez calderas cilíndricas. Los motores usaban corriente forzada y tenían una potencia de 13 500 IHP (10 100 kW), y estaban diseñados para alcanzar una velocidad máxima de 18,25 nudos (33,80 km/h). El Yashima, sin embargo, alcanzó una velocidad máxima de 19,46 nudos (33,80 km/h) a 14 075 IHP (10 496 kW) en sus pruebas de mar. Llevaba un máximo de 1200 toneladas largas de carbón, que le permitían navegar durante 4000 millas náuticas (7400 km) a una velocidad de 10 nudos (19 km/h).

### Armamento

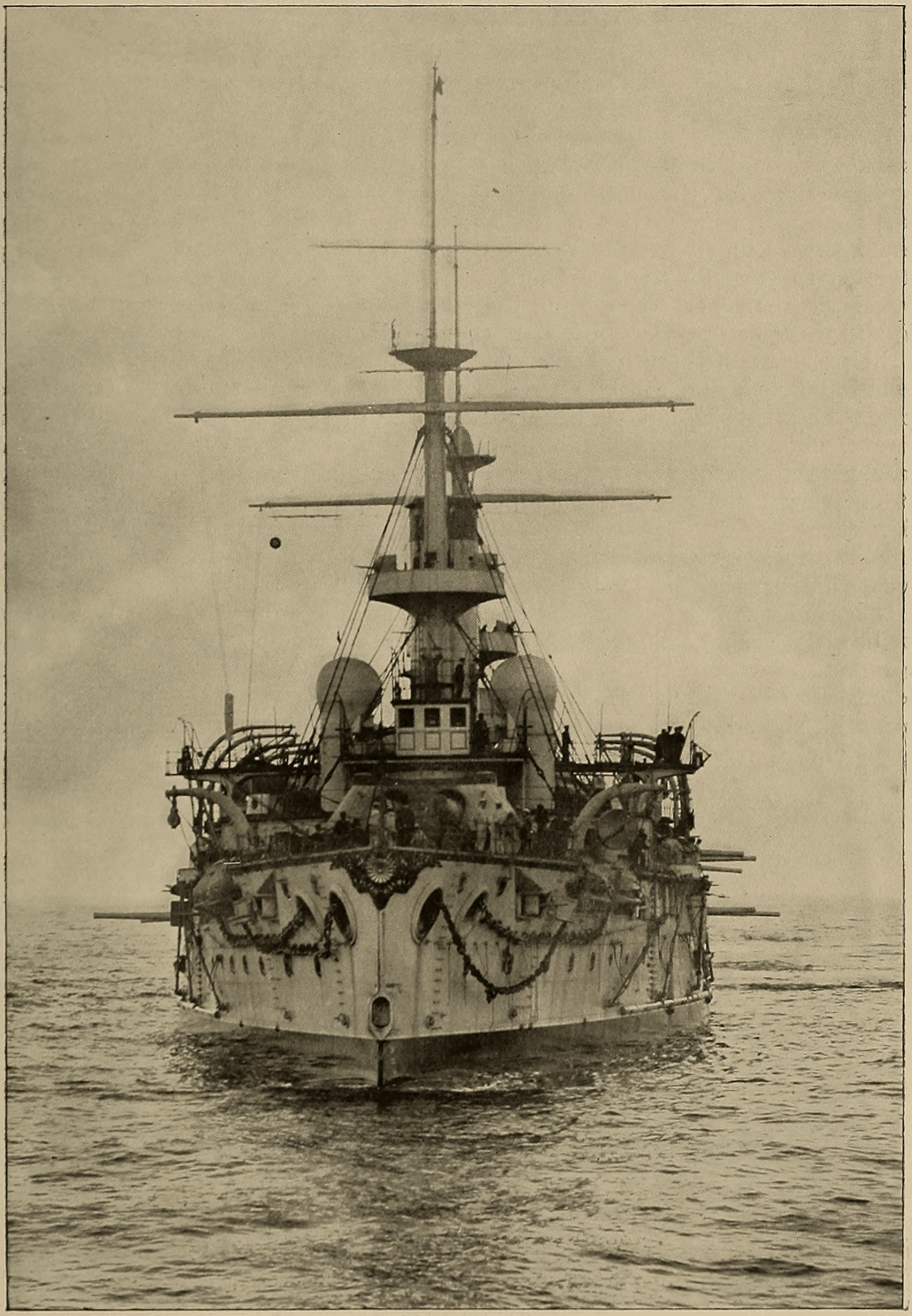
Vista de la proa del buque el año 1898

La batería principal del Yashima consistía en cuatro cañones de 305 mm montados en dos torretas dobles, una por delante y otra por detrás de la superestructura. La batería secundaria consistía en diez cañones de tiro rápido de 152 mm, cuatro de ellos montados en casamatas a los lados del casco y seis montados en la cubierta superior, protegidos por escudos. También se le equipó con armas más pequeñas para defenderlo de los buques torpederos, entre las que se encontraban catorce cañones QF de tres libras de 47 mm y diez cañones QF de 2,5 libras del mismo calibre. 
Las fuentes difieren significativamente en el número exacto de armas ligeras con que estaba equipado el buque. Los historiadores navales Roger Chesneau, Eugene Kolesnik y Hans Lengerer dicen que el buque estaba equipado con veinte cañones de 3 libras y cuatro de 2,5 libras. Por otro lado, Hansgeorg Jentschura, Dieter Jung y Peter Mickel dicen que tenía 24 cañones de 47 mm, sin clasificarlos entre los de 3 y 2,5 libras, mientras que Paul H. Silverstone dice que tenía solamente veinte cañones de 47 mm, también sin distinguir entre los dos tipos. También se le añadieron cinco tubos torpederos de 450 mm. El cinturón acorazado de la línea de flotación consistía en un blindaje Harvey de 356-457 mm de espesor. El blindaje de las torretas era de 152 mm de espesor y de 64 mm en la cubierta.
En 1901, el Yashima cambió dieciséis de sus cañones de 47 mm por el mismo número de cañones navales QF de 12 libras 12 cwt. Esto elevó el número de tripulantes a 652 y más tarde a 741.

## Historial de servicio

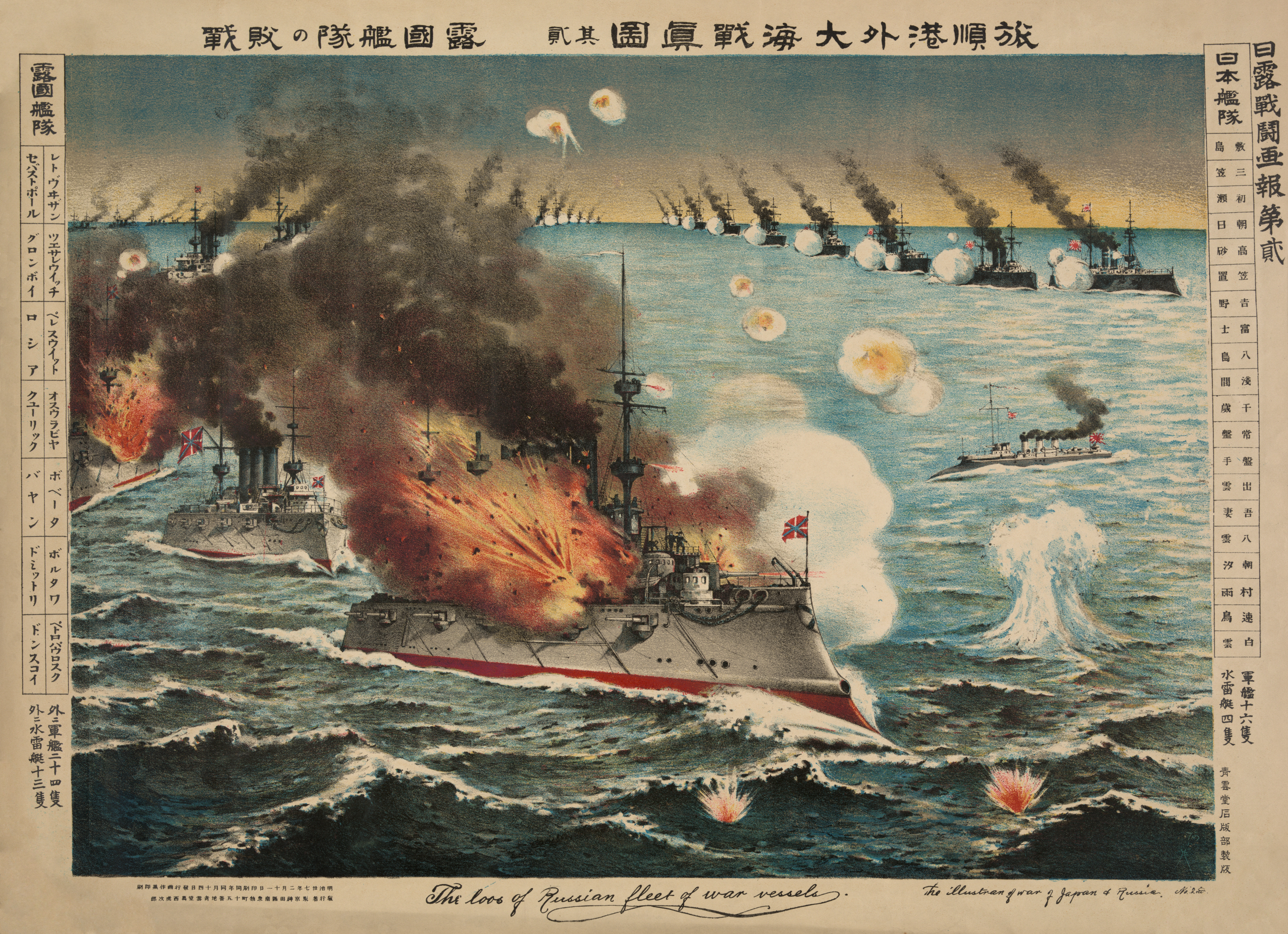
El Yashima participó en la decisiva batalla de Port Arthur

Inicialmente fue asignado a la Flota Permanente, la principal flota de combate de la Armada Imperial, pero fue puesto en reserva el 20 de noviembre de 1897. El buque se reclasificó como acorazado de primera clase el 21 de marzo de 1898, tras lo cual se le reasignó a la Flota Permanente. Dos años más tarde, el Yashima fue nuevamente puesto en reserva, donde permaneció hasta que el 28 de diciembre de 1903 se le reactivó y asignó a la 1.ª División de la 1.ª Flota de la Flota Combinada.
El 9 de febrero de 1904, al comienzo de la guerra ruso-japonesa, el Yashima —comandado por el capitán Hajime Sakamoto— participó en la batalla de Port Arthur, cuando el almirante Tōgō Heihachirō lideró la 1.ª Flota en un ataque a los buques rusos de la Flota del Pacífico anclados frente a Port Arthur. Tōgō esperaba que el ataque sorpresa de sus destructores hubiese sido más exitoso, ya que anticipó que los rusos estarían desorganizados y debilitados, pero estos rápidamente se recuperaron de la sorpresa y prepararon su defensa. Los barcos japoneses fueron avistados por el crucero protegido Boyarin, que entonces patrullaba en alta mar y dio alerta a las defensas rusas. Tōgō decidió atacar las defensas costeras con su armamento principal y enfrentarse a los buques con el armamento secundario. Dividir sus disparos resultó ser una mala decisión, ya que los cañones de 203 mm y 152 mm infligieron poco daño a los barcos rusos, los cuales concentraron todos sus disparos en los barcos japoneses con cierto éxito. Aunque buques de ambos bandos recibieron impactos, los rusos solamente tuvieron 17 bajas, mientras que los japoneses perdieron 60 hombres antes de que Tōgō se retirase. El Yashima no recibió impactos durante la batalla.
El 10 de marzo, el Yashima y el Fuji, bajo el mando del contralmirante Nashiba Tokioki, bombardearon a ciegas Port Arthur desde Pigeon Bay, en el lado suroeste de la península de Liaodong, a una distancia de 9,5 km. Dispararon 154 proyectiles de 305 mm, pero hicieron poco daño. Cuando lo intentaron otra vez el 22 de marzo, fueron contestados por los cañones de la defensa costera que había sido transferida allí por el nuevo comandante ruso, el vicealmirante Stepán Makárov, y también por varios barcos rusos en Port Arthur. Los barcos japoneses se retiraron después de que al Fuji lo golpeara un proyectil de 305 mm. El Yashima participó en el ataque del 13 de abril, cuando Tōgō atrajo con éxito una parte de la Flota del Pacífico, incluyendo al buque insignia de Makárov, el acorazado Petropavlovsk. Cuando Makárov vio los cinco acorazados de la 1.ª División, regresó a Port Arthur y el Petropavlovsk golpeó un campo de minas que los japoneses habían puesto la noche anterior. El acorazado ruso se hundió menos de dos minutos después de que uno de sus depósitos de municiones explotara. Makárov fue uno de los 677 muertos. Alentado por su éxito, Tōgō reanudó los bombardeos de largo alcance, lo que llevó a los rusos a poner más campos de minas en las aguas de la zona.

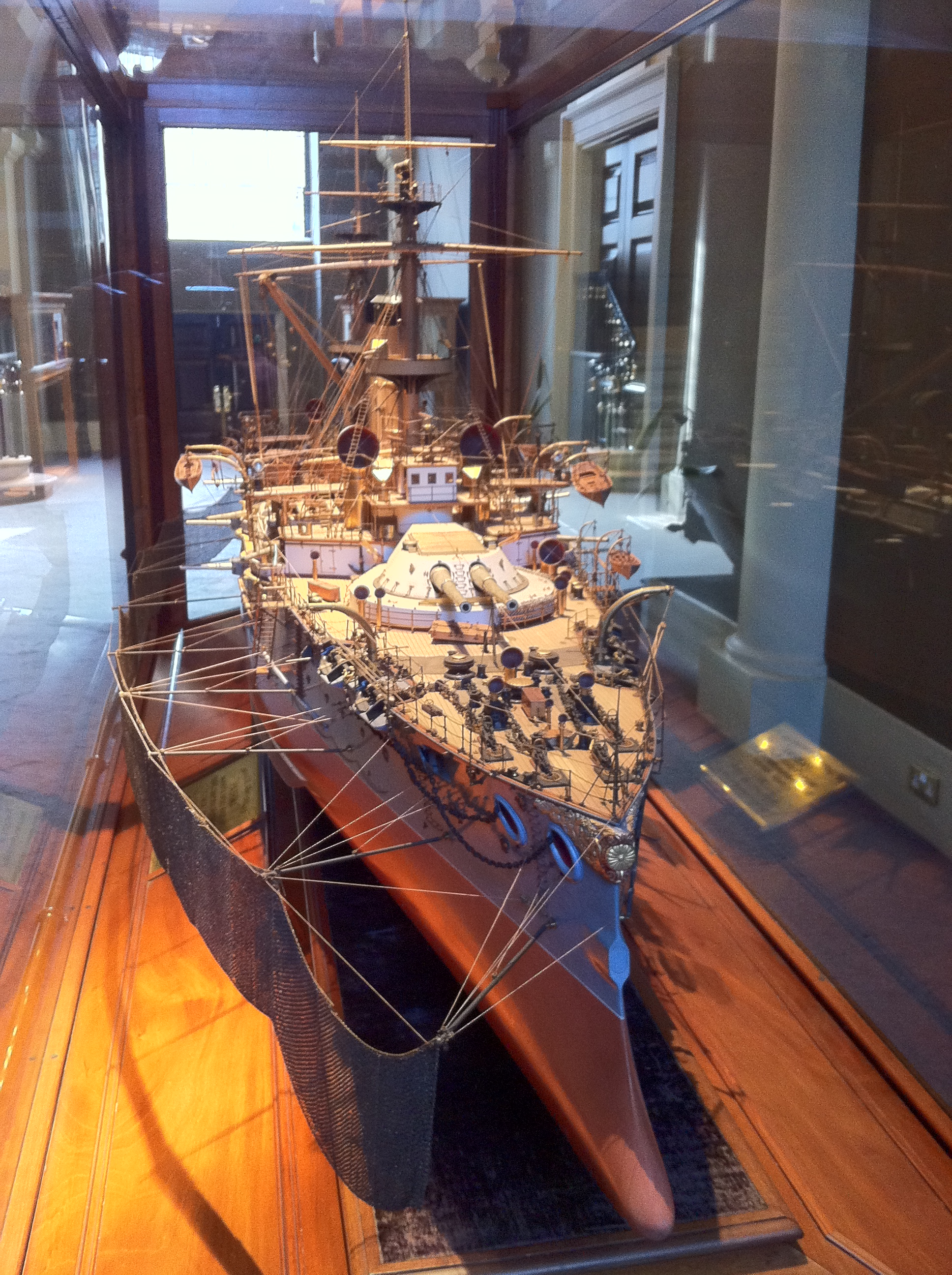
Un modelo del Yashima en el Museo Marítimo Nacional del Reino Unido, en el que se le ve con redes antitorpedo

El 14 de mayo de 1904, Nashiba llevó a los acorazados Yashima, Hatsuse y Shikishima, al crucero protegido Kasagi y al aviso Tatsuta a relevar la fuerza de bloqueo en Port Arthur. A la mañana siguiente, el escuadrón se encontró con un campo minado puesto por el minador ruso Amur. El Hatsuse golpeó una mina que inhabilitó su dirección cerca de las 11:10, y el Yashima golpeó otras dos cuando iba a socorrer al Hatsuse. Una de ellas perforó la sala de calderas por la aleta de estribor y la otra detonó a estribor de su casco, cerca de la sala de torpedos submarinos. Después de la segunda explosión, la escora alcanzó los 9° a estribor, que aumentó gradualmente durante el día.
El Yashima fue remolcado lejos del campo minado, hacia la base japonesa en las islas Elliott —actual condado de Changhai en China—. Como el interior se llenaba de agua a un ritmo incontrolable, el capitán Sakamoto ordenó que el barco fondease alrededor de las 17:00 cerca de Encounter Rock para que la tripulación abandonara fácilmente la nave. Reunió a la tripulación, que cantó el himno nacional japonés, Kimi ga yo, y luego abandonaron la nave. El Kasagi remolcó al Yashima, pero la escora del acorazado aumentó y se vio obligado a abandonar el remolque, tras lo cual volcó unas tres horas más tarde, aproximadamente en las coordenadas 38°34′N 121°40′E / 38.567, 121.667. Los rusos no observaron el hundimiento del Yashima, así que los japoneses pudieron ocultar su pérdida por más de un año. Como parte del engaño, la tripulación superviviente fue asignada a cuatro barcos auxiliares para vigilar Port Arthur por el resto de la guerra, y además enviaban sus cartas como si todavía estuvieran a bordo del acorazado.